# ERuby
eRuby(Embedded Ruby)는 루비를 텍스트 문서로 임베디드하는 템플릿 시스템이다. 루비 코드를 HTML 문서에 임베디드하기 위해 사용할 수도 있는데, 이는 액티브 서버 페이지(ASP), 자바서버 페이지(JSP), PHP, 그리고 기타 서버사이드 스크립트 언어와 비슷하다. 이 eRuby의 템플릿 시스템은 루비 코드와 플레인 텍스트를 합쳐서 흐름 제어와 변수 치환을 제공하므로 유지관리를 쉽게 만들어준다.

## 같이 보기
- 퓨전 패신저